# آنت برکین
آنت برکین، همسر ویلیام برکین و مادر شری برکین بوده و پژوهشگر شرکت آمبرلا در شهر راکون است. او در ۳۰ سپتامبر ۱۹۹۸ به دست شوهر خود - که پس از تزریق ویروس G به خودش به هیولا تبدیل شده بود - کشته شد.
- حضور او در این سری: رزیدنت اویل ۲ و رزیدنت اویل: تاریخچه تاریکی.